# Domestication und Foreignization

Übersetzung

Domestication und Foreignization (englisch für Einbürgerung und Verfremdung) beschreiben in der Linguistik, inwieweit Übersetzer einen Text mit der Kultur der Sprache in Einklang bringen, in die übersetzt wird. Bei der Domestication (Einbürgerung) passt der Übersetzer die Übersetzung eng an die Zielkultur an, was zum Verlust von Informationen aus dem Quelltext führen kann. Bei der Foreignization (Verfremdung) werden fremde Elemente in die Zielkultur eingeführt. Diese Strategien wurden seit Jahrhunderten diskutiert, bis Lawrence Venuti sie 1995, in ihrem modernen Sinne formuliert, in der Übersetzungswissenschaft einführte. Venutis Innovation auf diesem Gebiet war seine Ansicht, dass es eine ideologische Dichotomie zwischen Domestication und Foreignization gebe, aus denen der Übersetzer eine Auswahl treffen müsse.

## Theorie
In seinem 1998 erschienenen Buch The Scandals of Translation: Towards an Ethics of Difference erklärt Venuti, dass „Domestication und Foreignization sich mit der Frage befassen, wie sehr eine Übersetzung einen fremden Text der übersetzenden Sprache und Kultur anpasst und wie sehr sie eher die Unterschiede dieses Textes signalisiert.“ 
Laut Lawrence Venuti soll jeder Übersetzer den Übersetzungsprozess durch das Prisma der Kultur betrachten, das die kulturellen Normen der Ausgangssprache bricht. Es sei die Aufgabe des Übersetzers, diese unter Wahrung ihrer Bedeutung und ihrer Fremdheit an den zielsprachigen Text weiterzugeben. Jeder Schritt im Übersetzungsprozess – von der Auswahl ausländischer Texte über die Umsetzung von Übersetzungsstrategien bis hin zur Bearbeitung, Überprüfung und Lektüre von Übersetzungen – werde durch die unterschiedlichen kulturellen Werte vermittelt, die in der Zielsprache zirkulieren. 
Er meint, dass Theorie und Praxis der englischsprachigen Übersetzung lange Zeit von der Domestication dominiert worden seien. Er kritisiert die Übersetzer, die, um die Fremdheit des Zieltextes zu minimieren, die fremden kulturellen Normen auf zielsprachliche kulturelle Werte reduzieren. Die Domestication löscht laut Venuti die kulturellen Werte gewaltsam und schafft so einen Text, der wie in der Zielsprache geschrieben wurde und den kulturellen Normen des Ziellesers folgt. Er befürwortet die Foreignization nachdrücklich und betrachtet sie als „einen ethnisch bedingten Druck auf die Werte der Zielsprache, um die sprachliche und kulturelle Differenz des ausländischen Textes zu erfassen und den Leser ins Ausland zu schicken“. Eine adäquate Übersetzung wäre also diejenige, die die Fremdheit des Quelltextes hervorhebt und nicht zulässt, dass die dominante Zielkultur die Unterschiede der Quellkultur aufnimmt, sondern diese Unterschiede signalisiert.

## Beispiele
- In der von Aldous Huxley 1932 autorisierten[5] deutschen Fassung seines Romans Schöne neue Welt ist die Handlung nach Berlin und Norddeutschland verlegt. Auch einige Namen von Figuren der Handlung wurden verändert: Im Original sind viele Personen nach bekannten britischen Unternehmern benannt, in der deutschen Ausgabe entsprechend nach deutschen Unternehmern; ungeändert blieb allerdings Henry Ford, die für den Roman bedeutendste Unternehmerpersönlichkeit. 1978 erschien eine deutsche Übersetzung von Eva Walch, die wieder die originalen Orte und Namen verwendet. Inzwischen ist eine neue Übersetzung von Uda Strätling erschienen, die auch die Eigennamen des Originals unverändert lässt.
- Der von Ursula Gräfe übersetzte Roman Die Pilgerjahre des farblosen Herrn Tazaki des japanischen Autors Haruki Murakami handelt von fünf Freunden, von denen vier jeweils eine Farbe im Namen tragen – Rot, Blau, Weiß und Schwarz. Man hätte, so Gräfe, die Nachnamen der Freunde problemlos mit »Weißkirch« oder »Schwarzfeld« übersetzen können, sie habe es aber bei Akai (Rot), Aoi (Blau), Shiroi (Weiß) und Kuroi (Schwarz) belassen, weil das im Japanischen weit natürlicher klinge. In der Vorstellungszene der Freunde habe sie dann jeweils ergänzt, wer für welche Farbe stehe.[6]